# Cosmisoma humerale
Cosmisoma humerale là một loài bọ cánh cứng trong họ Cerambycidae.